# NGC 7688
NGC 7688 في الفهرس العام الجديد، هي مجرة، تقع في كوكبة الفرس الأعظم. اكتشفت في 13 أغسطس 1865 بواسطة كريستسيان هنري فريدريك بيترز.

## روابط خارجية
- NGC 7688 على موقع ويكي سكاي: DSS2, SDSS, GALEX, IRAS, Hydrogen α, X-Ray, Astrophoto, Sky Map, Articles and images